# Georg Geilke

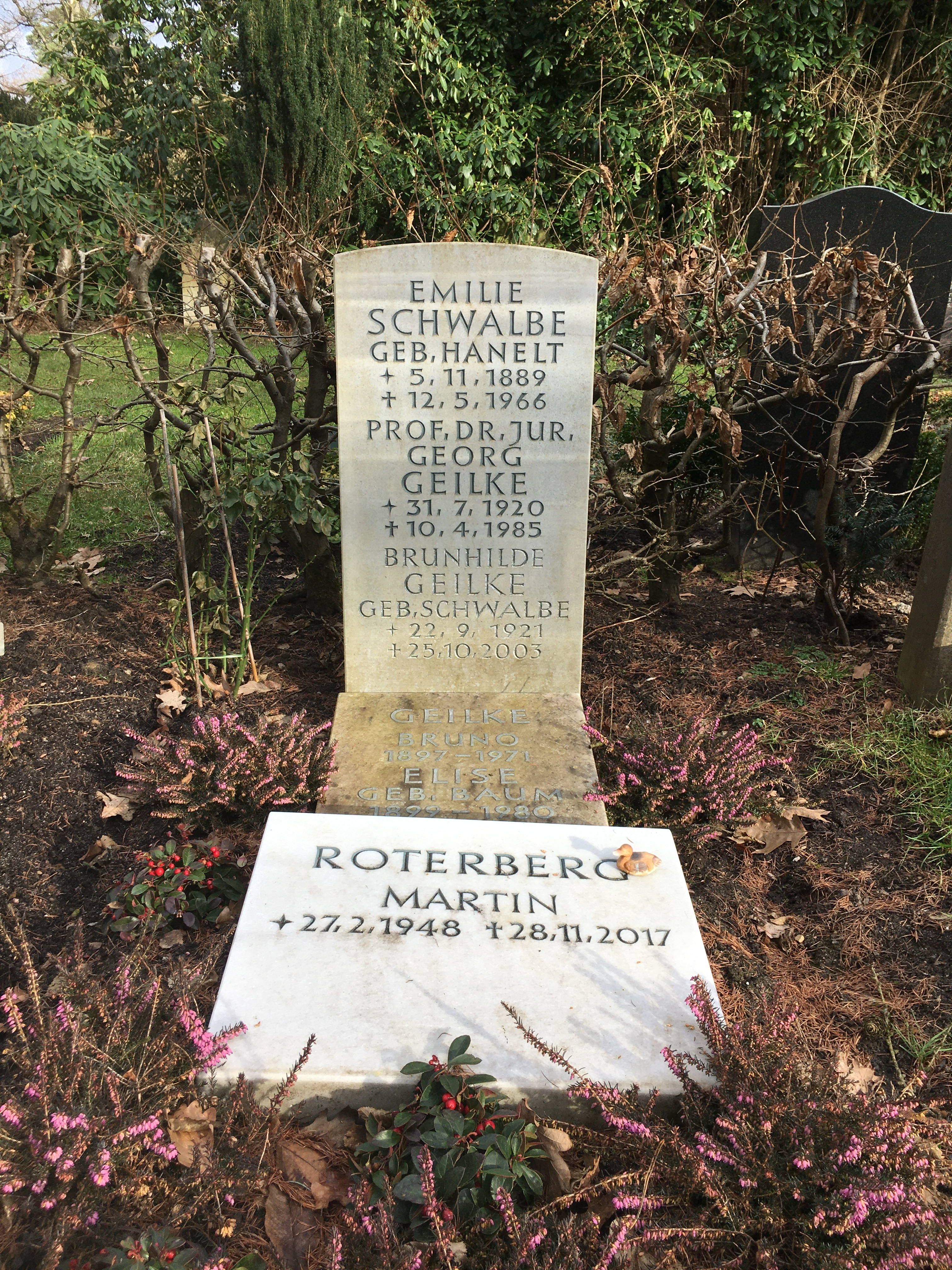
Grabstätte auf dem Friedhof Ohlsdorf

Georg Geilke (* 31. Juli 1920 in Łódź; † 10. April 1985 in Hamburg) war ein deutscher Jurist. Als langjähriger Direktor der Seminarabteilung für Ostrechtsforschung im Seminar für deutsche und nordische Rechtsgeschichte der juristischen Fakultät der Universität Hamburg gehörte Geilke zu den prägenden Persönlichkeiten der deutschen Ostrechtsforschung in den 1950er bis 1980er Jahren.

## Leben
Georg Geilke wuchs in Łódź auf, wo er 1939 das Abitur ablegte. Durch einen Unfall in früher Kindheit verlor er einen Arm und mehrere Finger der anderen Hand. Trotz dieses schweren Handicaps gelang ihm eine beachtliche Karriere als Jurist mit dem fachlichen Schwerpunkt der Rechtsvergleichung und des Ostrechts. Er studierte in Breslau und Wien und wurde als letzter Doktorand der Staats- und Rechtswissenschaftlichen Fakultät der Universität Breslau während des Zweiten Weltkriegs 1944 promoviert. Nach Ablegung der 2. Juristischen Staatsprüfung 1948 in Oldenburg war er dort als Rechtsanwalt tätig.
1953 wurde Geilke von seinem Breslauer Hochschullehrer Hermann Schultze-von Lasaulx, der inzwischen eine Professur für Deutsche Rechtsgeschichte hatte, an die Universität Hamburg geholt, um dort eine Forschungsstelle für Ostrecht aufzubauen. Seit 1957 hielt Geilke ostrechtliche Lehrveranstaltungen ab. 1969 wurde er habilitiert. Unter seiner Leitung entstand eine ostrechtliche Bibliothek mit fast 29.000 Bänden und ein Zentralkatalog für ostrechtliches Schrifttum mit über 300.000 Titelkarten. Nicht zuletzt hierdurch konnte Geilke die Seminarabteilung für Ostrechtsforschung zu einem Treffpunkt für Juristen und andere Fachleute aus Ost und West entwickeln. Die von ihm gegründete und herausgegebene ostrechtliche Zeitschrift WGO-Monatshefte für Osteuropäisches Recht erschien von 1958 bis 2007. Als Tauschobjekt diente die Zeitschrift zum Aufbau und Erhalt einer für den deutschsprachigen Raum einmaligen Sammlung von Gesetzblättern und juristischen Fachzeitschriften aus nahezu allen osteuropäischen Ländern einschließlich der Teilrepubliken der Sowjetunion.
Gezeichnet von verschiedenen Krankheiten verstarb Georg Geilke kurz vor Vollendung des 65. Lebensjahres und dem Eintritt in den Ruhestand. Er erhielt seine letzte Ruhestätte auf dem Friedhof Ohlsdorf. Sie liegt im Planquadrat W 11 nordöstlich von Kapelle 1.

## Schriften (Auswahl)
- Das Staatsangehörigkeitsrecht der Sowjetunion. Einschließlich der geschichtlich-verfassungsrechtlichen Entwicklung der wichtigsten Gebietseinheiten und Völkerschaften. Frankfurt am Main 1964, OCLC 468864632.
- Einführung in das Recht der Polnischen Volksrepublik. Darmstadt 1971, ISBN 3-534-04806-7.
- mit Christa Jessel: Einführung in das Recht der Bulgarischen Volksrepublik. Darmstadt 1975, ISBN 3-534-06229-9.
- Einführung in das Sowjetrecht. 2. Auflage, Darmstadt 1983, ISBN 3-534-04141-0.[3]